# Gaetano Matteo Pisoni

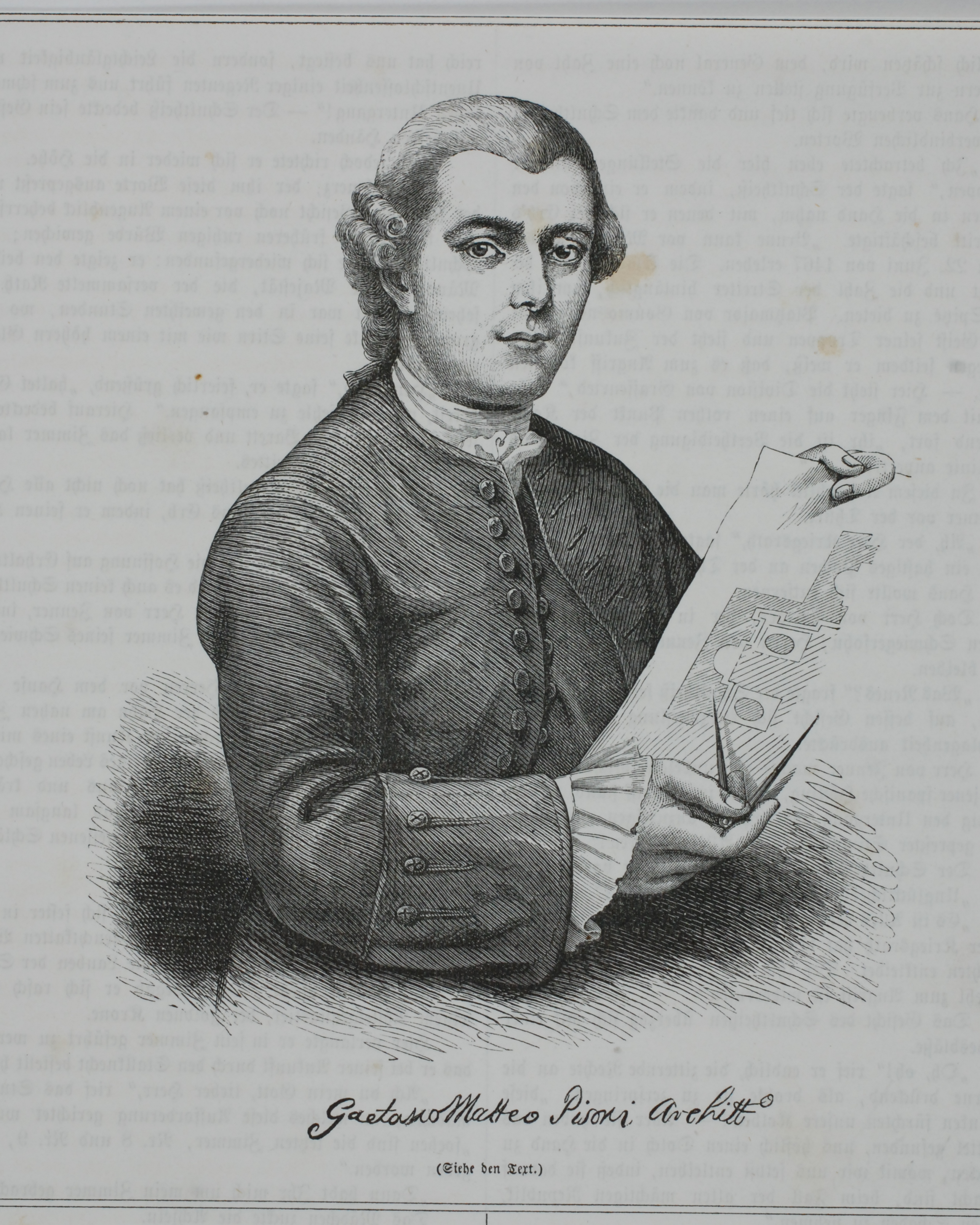
Gaetano Matteo Pisoni

Gaetano Matteo Pisoni (* 18. Juli 1713 in Ascona; † 4. März 1782 in Locarno) war ein Schweizer Architekt.

## Werdegang
Nach einer Maurerlehre in Breitenwang in Tirol liess er sich 1735 bis 1740 an der Accademia di San Luca in Rom und 1740 bis 1745 in Mailand zum Architekten ausbilden, arbeitete ab 1750 in Brüssel, wo er u. a. die Pläne für die 1751 bis 1759 gebaute Kathedrale Saint-Aubain in Namur schuf, und ab 1753 in Wien im Dienste des Fürsten Josef Wenzel I. von Liechtenstein. Ab 1756 reiste er nach Mailand, Dresden und Rom, wo er 1760 von Papst Clemens XIII. den Titel eines Ritters vom Goldenen Sporn erhielt.
1763 kam er mit seinem Neffen Paolo Antonio Pisoni nach Solothurn, wo er die Projektierung der St. Ursenkathedrale übernahm. Weitere Werke Pisonis aus dieser Zeit sind die Stadtkirche in Delsberg und das Waisenhaus in Zürich. Pisoni verliess Solothurn 1770 und kehrte nach Ascona zurück.

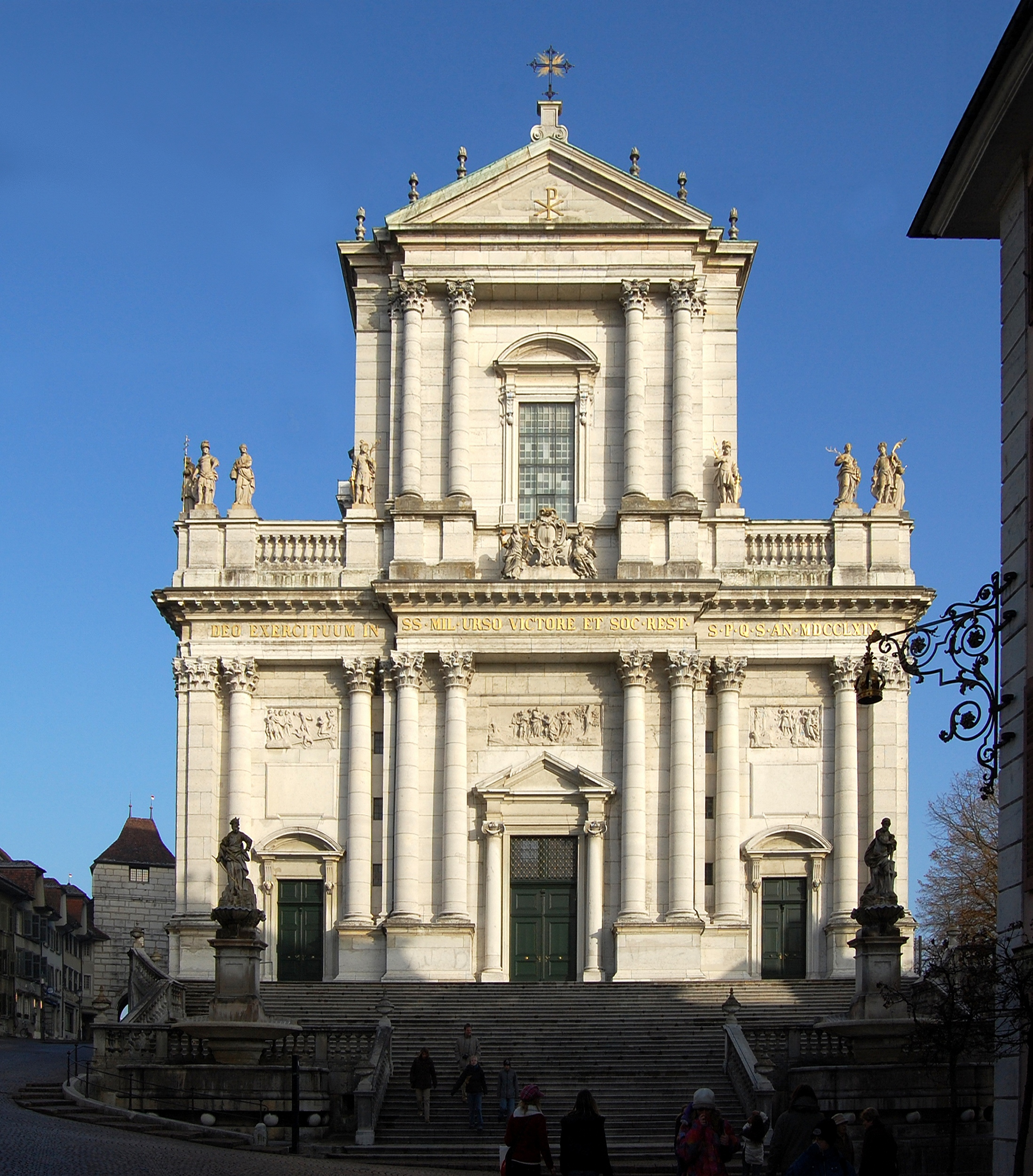
Solothurn, Kathedrale St. Urs und Viktor

## Werke

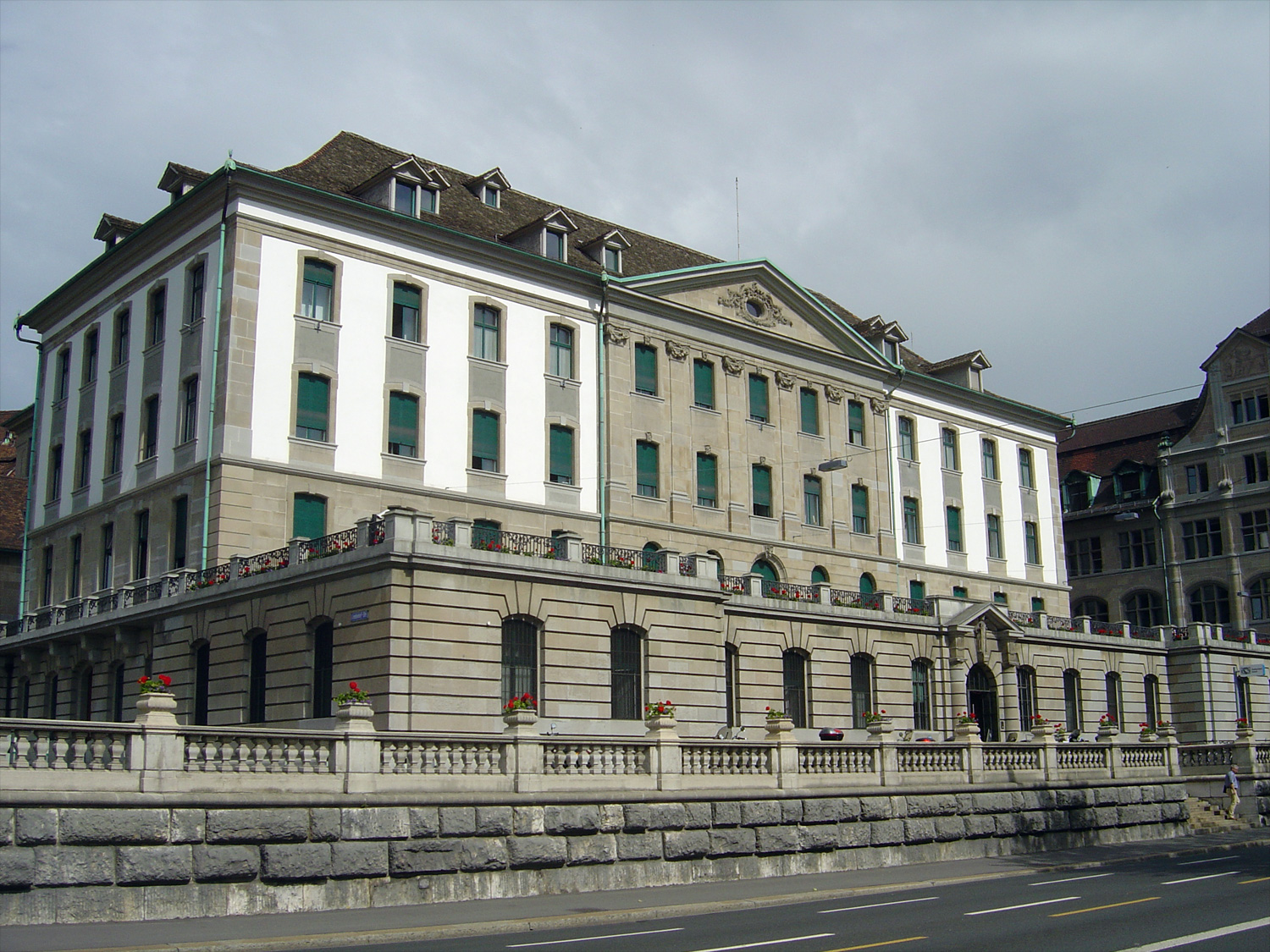
Das ehemalige Waisenhaus in Zürich
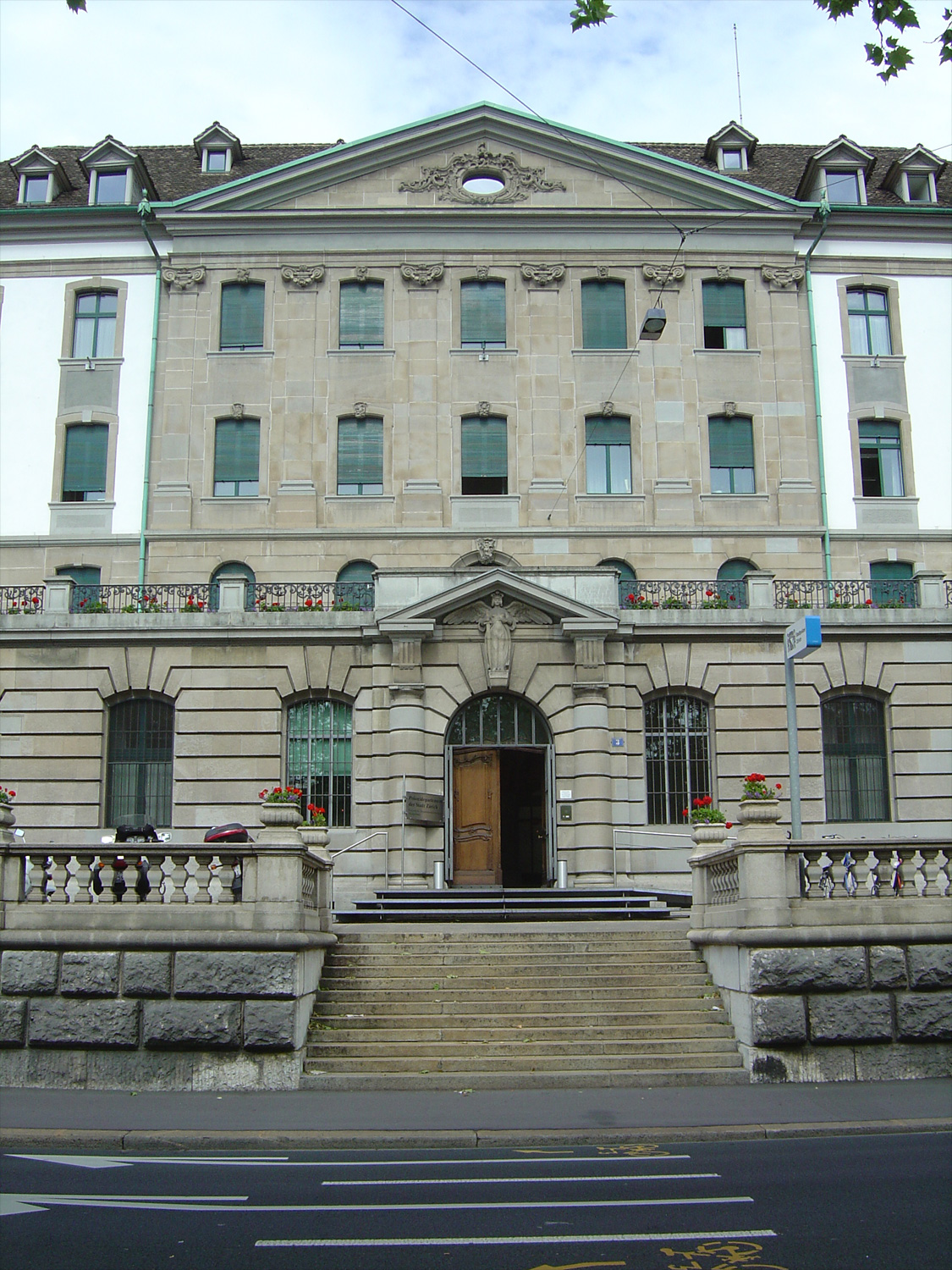
Detail aus der Fassade des Waisenhaus in Zürich
St. Ursenkathedrale in Solothurn
Inneres der St Ursuskathedrale in Solothurn
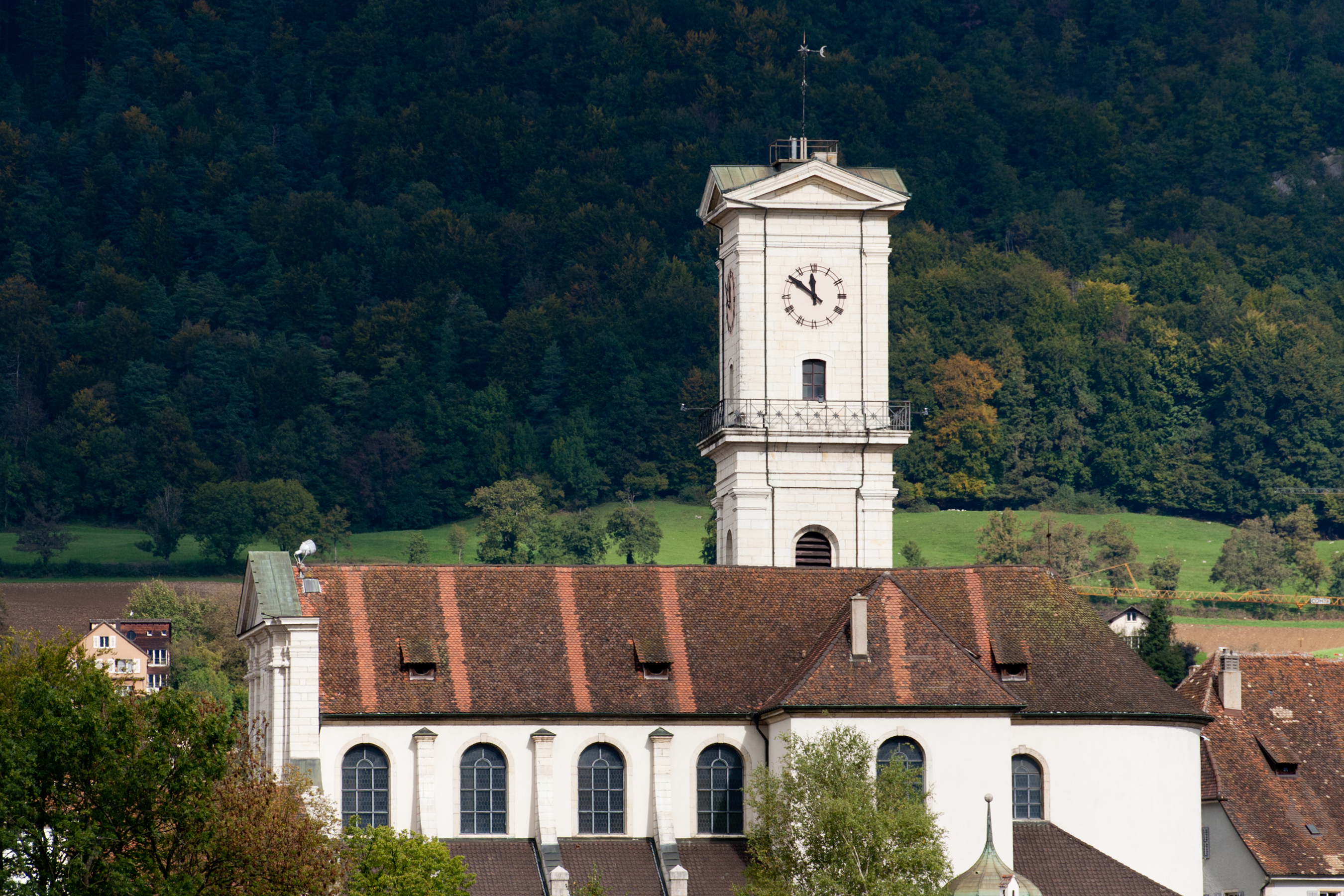
Kirche St. Marcel in Delsberg
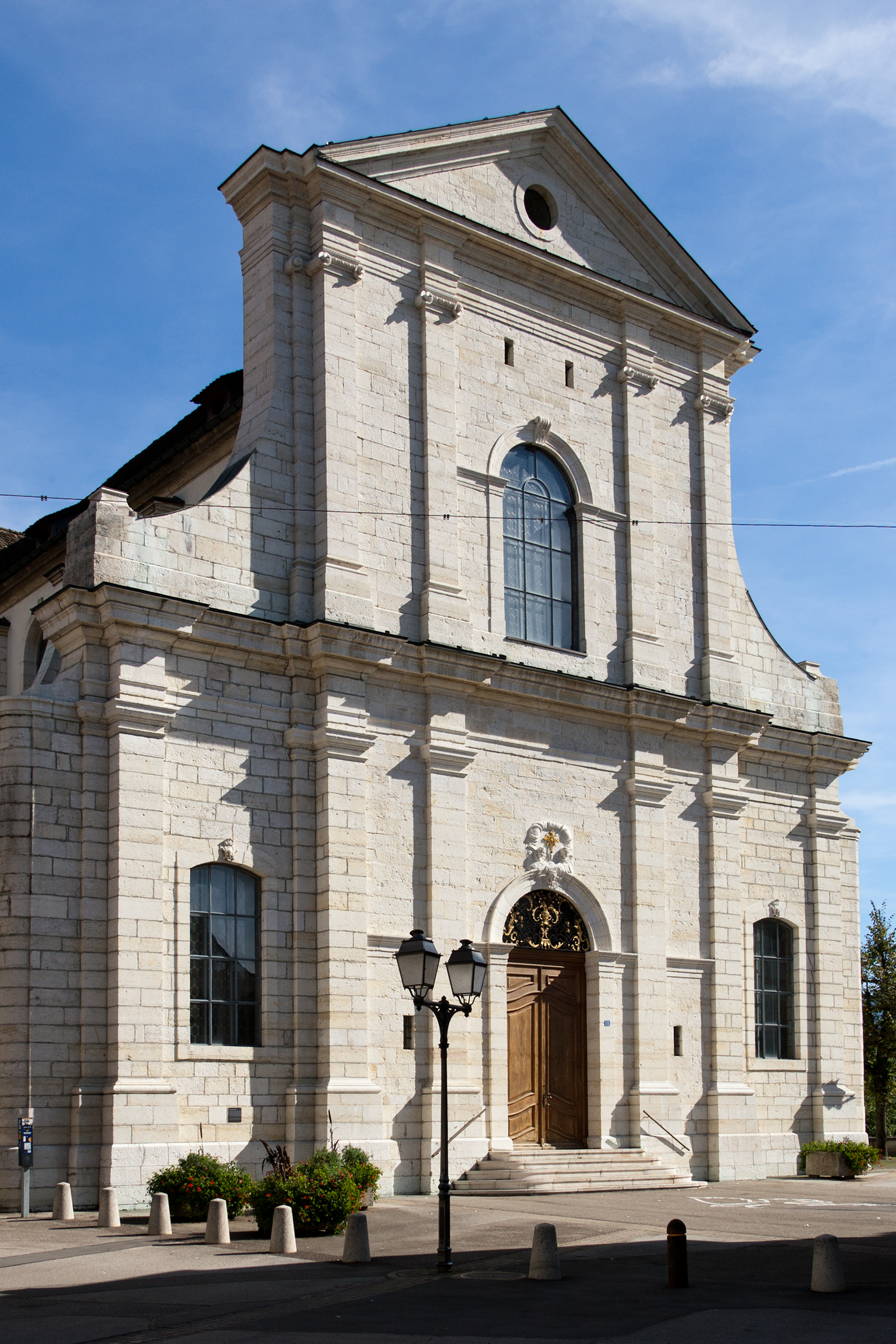
Portal der Kirche St. Marcel in Delsberg
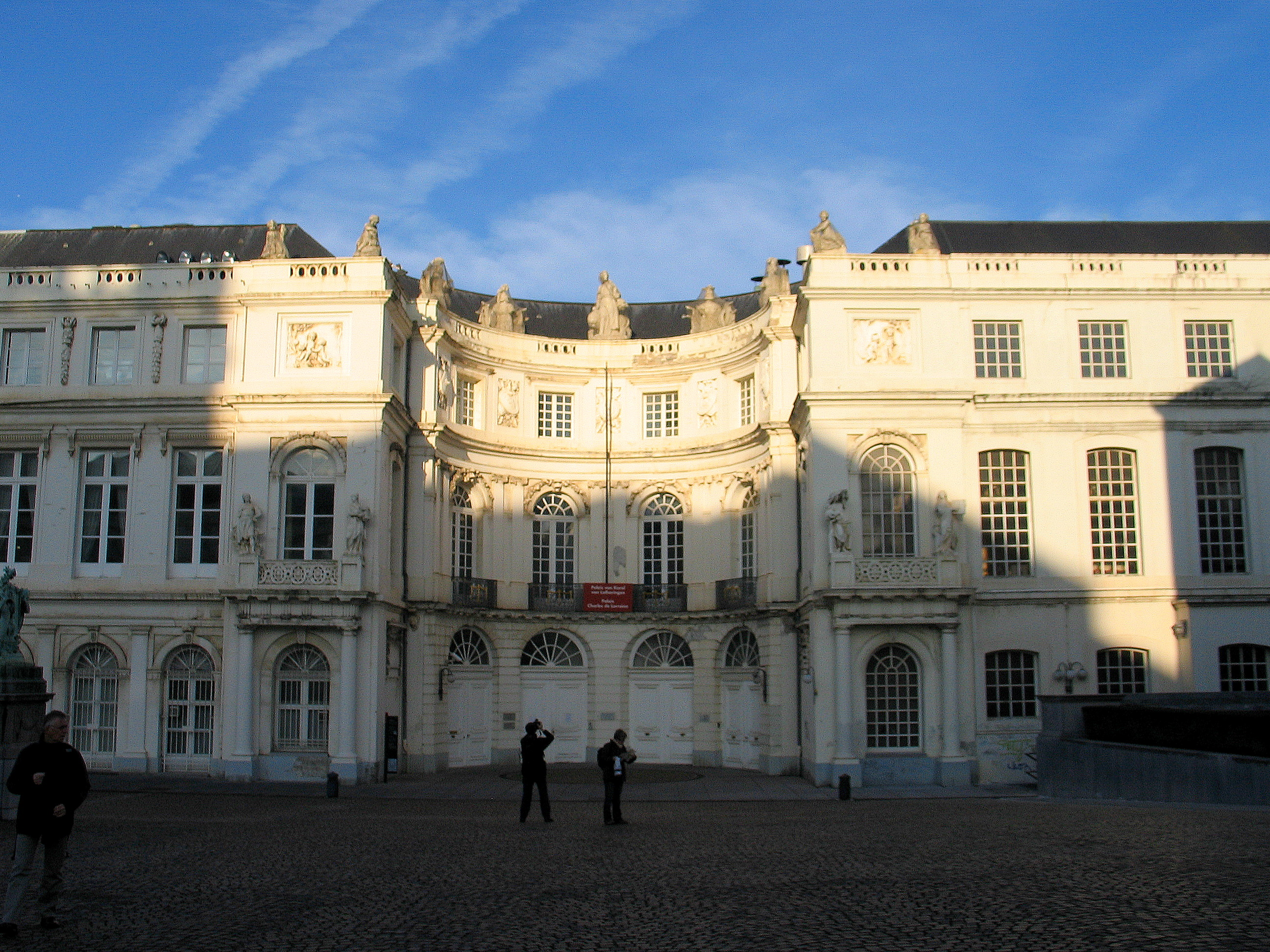
Paleis hertog van Brabant in Brüssel
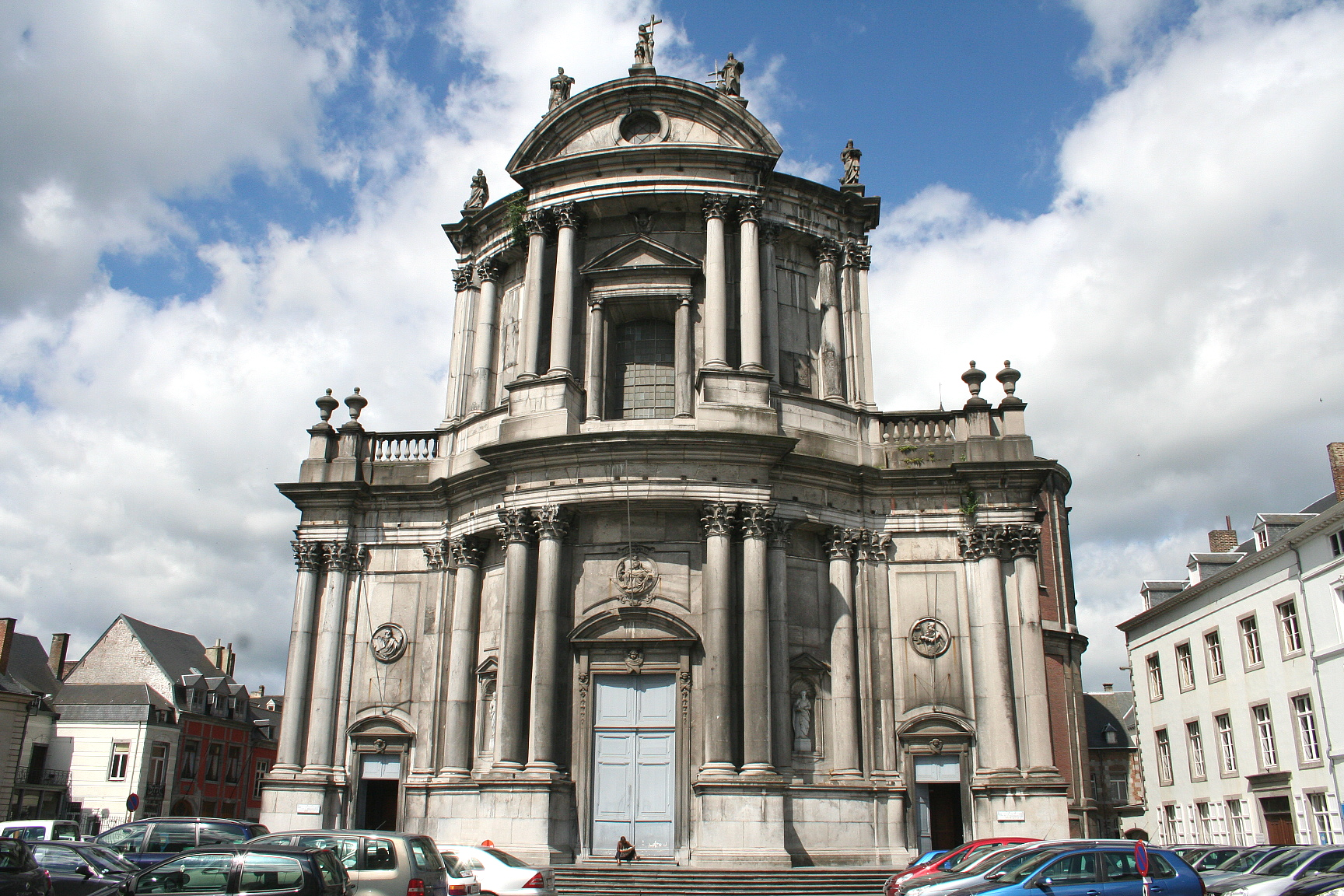
Kathedrale Saint-Aubain in Namur
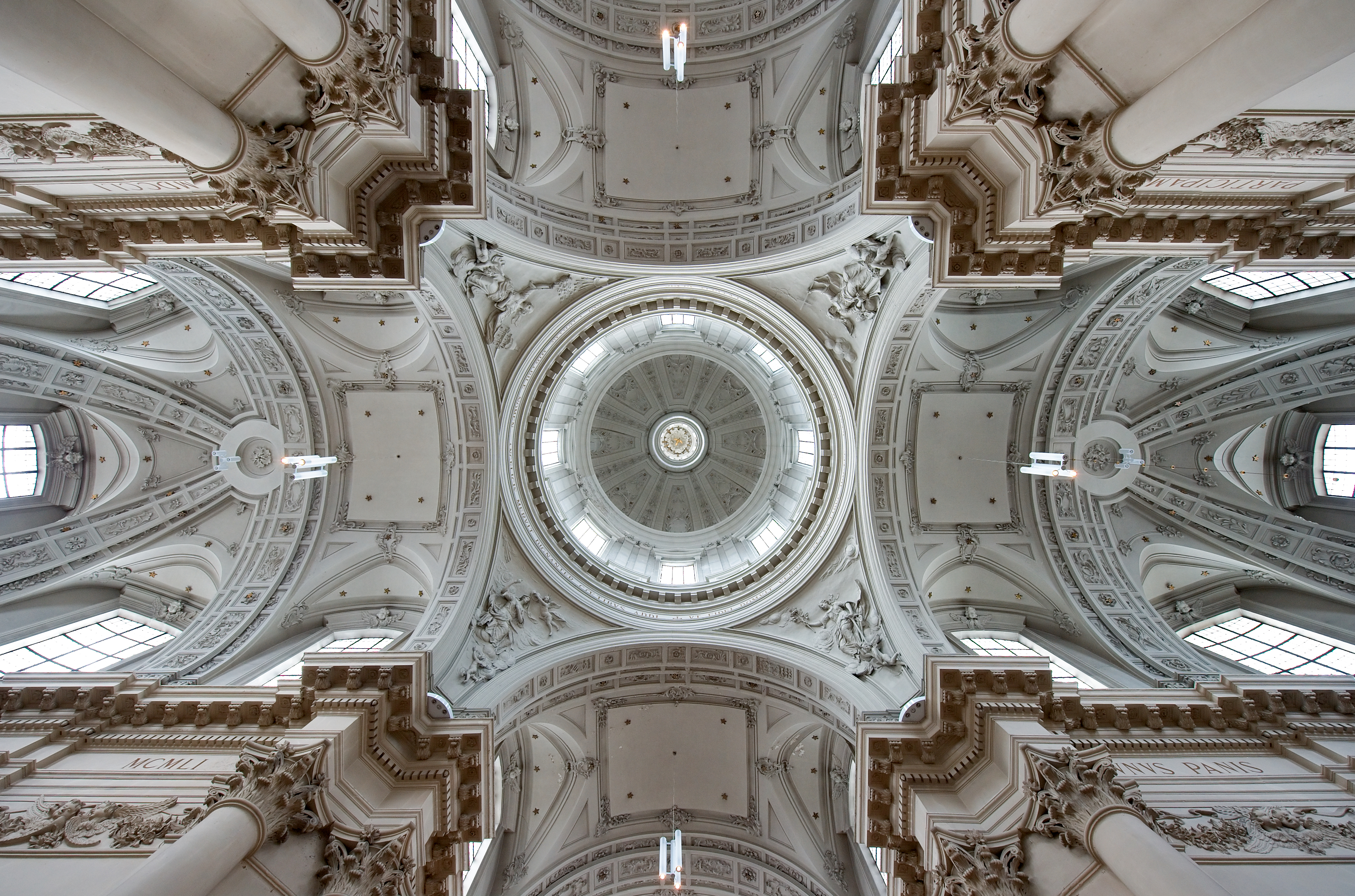
Decke der Kathedrale Saint-Aubain in Namur
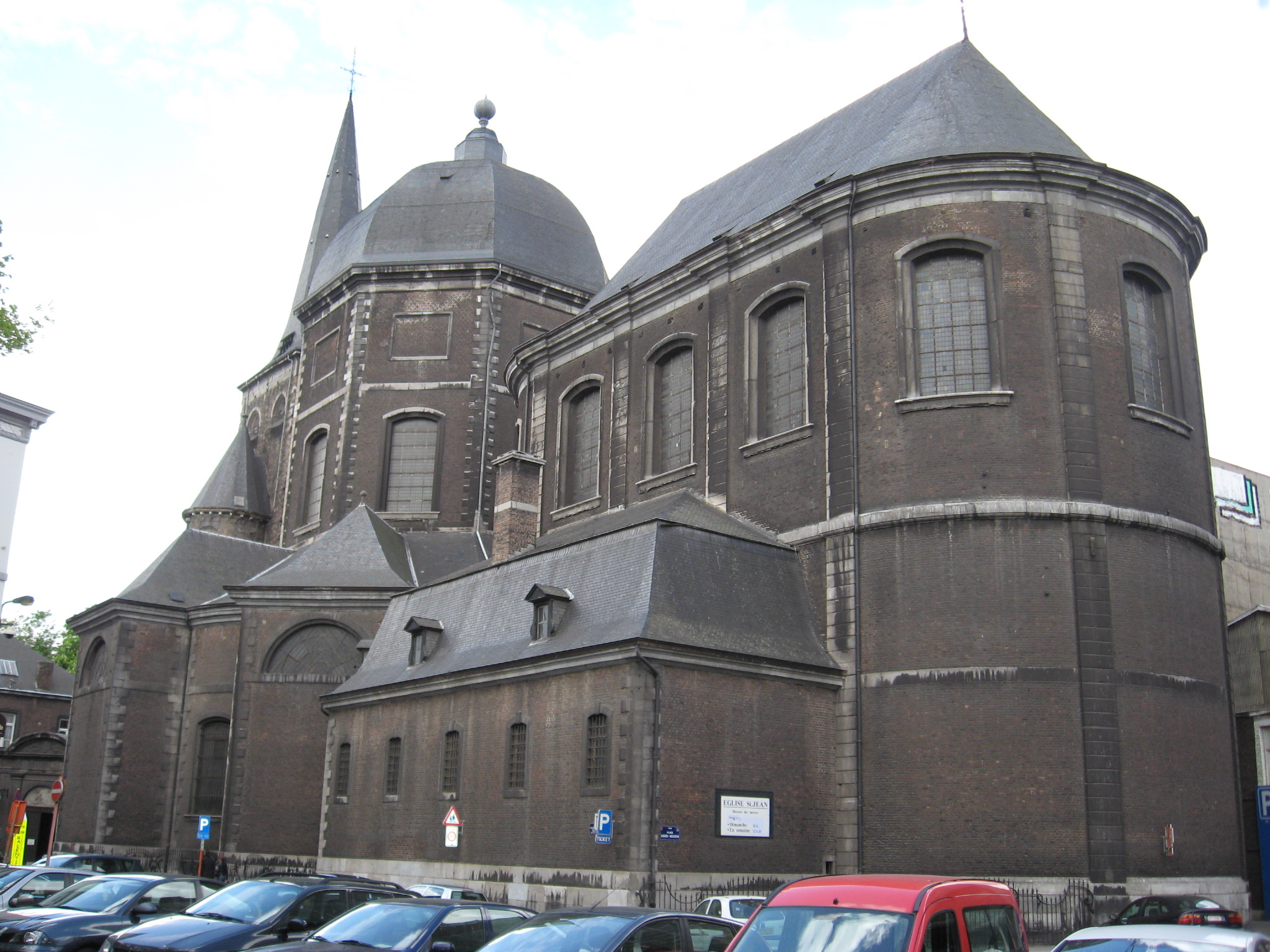
St.-Janskerk in Lüttich